# Горіх Зібольда (с. Поліське)
Горіх Зібольда. Обхват 4,37 м, висота 19 м, вік понад 100 років, має одне дупло. Один з найбільших і старих екземплярів горіха Зібольда в Україні. Росте на території Поліської сільради, село Поліське Ізяславського району Хмельницької області. Дерево вимагає лікування і заповідання.

## Ресурси Інтернету
- Самые старые и выдающиеся деревья Украины, Хмельницкая область. Київський еколого-культурний центр (рос.). Архів оригіналу за 3 листопада 2013. Процитовано 11 грудня 2016.

## Виноски
1. 1 2   Шнайдер С. Л., Борейко В. Е., Стеценко Н. Ф. 500 выдающихся деревьев Украины. — К.: КЭКЦ, 2011. — 203 с.